# 5466 Makibi
5466 Makibi este un asteroid din centura principală de asteroizi.

## Descriere
5466 Makibi este un asteroid din centura principală de asteroizi. A fost descoperit pe 30 noiembrie 1986 la Kiso de Hiroki Kosai și Kiichiro Hurukawa. El prezintă o orbită caracterizată de o semiaxă mare de 3,11 ua, o excentricitate de 0,14 și o înclinație de 2,1° în raport cu ecliptica.